# Гран-прі Західної Франції
Гран-прі Західної Франції (фр. Grand-Prix Ouest-France de Plouay) — одноденна професійна чоловіча шосейна велогонка, що проходить щороку у кінці серпня на дорогах історичної області Бретань на заході Франції у рамках серії змагань Світового туру UCI. Це кругова гонка, старт та фініш якої знаходиться у селі Плуе.

## Історія
Змагання засновані у 1931 році під назвою «Велогонка Плуе». У 1989 році гонку перейменували у «Гран-прі Плуе», а у 2015 - у «Гран-прі Західної Франції». Першим переможцем велогонки став француз Франсуа Фаве. Першим переможцем-нефранцузом став у 1954 році італієць Уго Анзілє, другим - у 1979 році Фрітс Пірард з Нідерландів.
У 2000-х роках протяжність маршруту становила майже 230 км, в 2010 вона була збільшена до 248 км. З 2005 року Гран-прі входить в календар UCI ProTour, з 2009 включена у Світовий тур UCI.
З 2002 року за день до змагань на трасах велогонки проходять жіночі змагання Гран-прі Плуе-Бретань.

## Переможці
- 1931:  Франсуа Фаве
- 1932:  Філіпп Боно
- 1933:  Філіпп Боно
- 1934:  Люсьєн Тюло
- 1935:  Жан Ле Діль
- 1936:  П'єр Коган
- 1937:  Жан Мар'є Гоасма
- 1938:  П'єр Клоарек
- 1945:  Елої Тассін
- 1946:  Анж Ле Стра
- 1947:  Раймон Лувьо
- 1948:  Елої Тассін
- 1949:  Арман Одер
- 1950:  Арман Одер
- 1951:  Еміль Герінель
- 1952:  Еміль Герінель
- 1953:  Серж Блюссон
- 1954:  Уго Анзилє
- 1955:  Жан Петітан
- 1956:  Валентин Уо
- 1957:  Ісаак Вітр
- 1958:  Жан Генш
- 1959:  Еммануель Кренн
- 1960:  Юбер Феррер
- 1961:  Фернан Піко
- 1962:  Жан Генш
- 1963:  Фернан Піко
- 1964:  Жан Бурле
- 1965:  Франсуа Гоасдюфф
- 1966:  Клод Мазо
- 1967:  Франсуа Амон
- 1968:  Жан Журден
- 1969:  Жан Журден
- 1970:  Жан Маркаріні
- 1971:  Жан-П'єр Дангюйом
- 1972:  Робер Булукс
- 1973:  Жан-Клод Ларжо
- 1974:  Раймон Мартін
- 1975:  Сиріл Гюймар
- 1976:  Жак Боссі
- 1977:  Жак Боссі
- 1978:  П'єр-Раймон Вільміан
- 1979:  Фрітс Пірард
- 1980:  Патрік Фріу
- 1981:  Жильбер Дюкло-Лассай
- 1982:  Франсуа Кастен
- 1983:  П'єр Баззо
- 1984:  Шон Келлі
- 1985:  Ерик Гуйо
- 1986:  Мартіа Гаян
- 1987:  Жильбер Дюкло-Лассай
- 1988:  Люк Леблан
- 1989:  Жан-Клод Колотті
- 1990:  Брюно Корніє
- 1991:  Арман де Лас Куевас
- 1992:  Ронан Пенсек
- 1993:  Тьєррі Клаверола
- 1994:  Андрій Чміль
- 1995:  Рольф Ерман
- 1996:  Франк Ванденбрук
- 1997:  Андреа Феррігато
- 1998:  Паскаль Ерве
- 1999:  Кристоф Менжен
- 2000:  Мікеле Бартолі
- 2001:  Ніко Маттан
- 2002:  Джеремі Гант
- 2003:  Анді Флікінгер
- 2004:  Дідьє Ру
- 2005:  Джордж Гінкепі
- 2006:  Вінченцо Нібалі
- 2007:  Томас Феклер
- 2008:  П'єррік Федріго
- 2009:  Саймон Джерранс
- 2010:  Меттью Госс
- 2011:  Грега Боле
- 2012:  Едвальд Боассон Гаген
- 2013:  Філіппо Поццато
- 2014:  Сильвен Шаванель
- 2015:  Александер Крістофф
- 2016:  Олівер Насен
- 2017:  Елія Вівіані

### Переможці за країною
| К-сть перемог | Країна                                                             |
| ------------- | ------------------------------------------------------------------ |
| 62            | Франція                                                            |
| 6             | Італія                                                             |
| 3             | Бельгія                                                            |
| 2             | Австралія Норвегія                                                 |
| 1             | Ірландія Молдова Нідерланди Швейцарія Словенія Велика Британія США |